# Estudis del suport social a la independència de Catalunya
Actualment hi ha nombroses estimacions rigoroses sobre el suport social a la independència de Catalunya, tant estudis d'opinió política i enquestes d'organismes oficials com de mitjans de comunicació. Les dades són únicament de la Comunitat Autònoma de Catalunya.

## Institut de Ciències Polítiques i Socials
L'Institut de Ciències Polítiques i Socials (ICPS), adscrit a la Universitat Autònoma de Barcelona, és un consorci del que forma part també la Diputació de Barcelona.
Realitza sondeigs d'opinió anuals des de l'any 1989, en els quals inclou preguntes referides a la independència de Catalunya.
https://www.icps.cat/recerca/sondeigs-i-dades/sondeigs/sondeigs-d-opinio-catalunya
A la pregunta directa al respecte, " ..... VOSTÈ HI ESTÀ D'ACORD, EN DESACORD O LI ÉS IGUAL? Els resultats, per anys, són els següents: 
| Any de l'estudi (*) | D'acord (%)          | En desacord (%) | Li és igual (%) | No sap/ no contesta (%) |      |    |    |    |   |
| ------------------- | -------------------- | --------------- | --------------- | ----------------------- | ---- | -- | -- | -- | - |
| Any de l'estudi (*) | D'acord (%)          | En desacord (%) | Li és igual (%) | No sap/ no contesta (%) | 1991 | 35 | 50 | 11 | 4 |
| 1992                | 31                   | 53              | 11              | 5                       |      |    |    |    |   |
| 1993                | 37                   | 50              | 9               | 5                       |      |    |    |    |   |
| 1994                | 35                   | 49              | 14              | 3                       |      |    |    |    |   |
| 1995                | 36                   | 52              | 10              | 3                       |      |    |    |    |   |
| 1996                | 29                   | 56              | 11              | 4                       |      |    |    |    |   |
| 1997                | 32                   | 52              | 11              | 5                       |      |    |    |    |   |
| 1998                | 32                   | 55              | 10              | 3                       |      |    |    |    |   |
| 1999                | 32                   | 55              | 10              | 3                       |      |    |    |    |   |
| 2000                | 32                   | 53              | 13              | 3                       |      |    |    |    |   |
| 2001                | 33                   | 55              | 11              | 1                       |      |    |    |    |   |
| 2002                | 34                   | 52              | 12              | 1                       |      |    |    |    |   |
| 2003*               | 43                   | 43              | 12              | 1                       |      |    |    |    |   |
| 2004*               | 39                   | 44              | 13              | 3                       |      |    |    |    |   |
| 2005                | 36                   | 44              | 15              | 6                       |      |    |    |    |   |
| 2006                | 33                   | 48              | 17              | 2                       |      |    |    |    |   |
| 2007                | 31,7                 | 51,3            | 14,1            | 2,9                     |      |    |    |    |   |
|                     |                      |                 |                 |                         |      |    |    |    |   |
|                     | Un estat independent | Part d'Espanya  |                 |                         |      |    |    |    |   |
|                     |                      |                 |                 |                         |      |    |    |    |   |
| 2015                |                      |                 |                 |                         |      |    |    |    |   |
| 2017                | 44,5                 | 49,4            | 1,9             | 3,0 / 1,2               |      |    |    |    |   |
| 2019                | 39,8                 | 51,7            | 2,0             | 3,8/ 2,7                |      |    |    |    |   |
| 2021                | 39,4                 | 52,9            | 3,1             | 3,2 / 1,4               |      |    |    |    |   |

(*) https://www.icps.cat/recerca/sondeigs-i-dades/sondeigs/sondeigs-d-opinio-catalunya)
A partir del 2008,s'afegeix una pregunta amb mes opcions :"RESPECTE A L'ESTAT ESPANYOL, VOSTÈ CREU QUE CATALUNYA HAURIA DE SER?", oferint les següents possibilitats de resposta: (per a veure els diversos sondejos anuals: 
| Data   | Estat indepen-dent (%) | Un Estat d'una Espanya Federal (%) | Comunitat autònoma (%) | Una regió d'Espanya (%) | Altres (%) | No ho sap (%) | No contesta (%) | Extrapolació vot decidit | Extrapolació vot decidit |
| Data   | Estat indepen-dent (%) | Un Estat d'una Espanya Federal (%) | Comunitat autònoma (%) | Una regió d'Espanya (%) | Altres (%) | No ho sap (%) | No contesta (%) | SÍ                       | NO                       |
| ------ | ---------------------- | ---------------------------------- | ---------------------- | ----------------------- | ---------- | ------------- | --------------- | ------------------------ | ------------------------ |
| 2008 * | 15,7                   | 18,1                               | 55,3                   | 4,6                     | 2,3        | 3,9           | 0,2             | 16,4                     | 83,6                     |
| 2009 * | 21,5                   | 20,8                               | 48,5                   | 4,3                     | 0,8        | 3,8           | 0,3             | 22,4                     | 77,6                     |
| 2010 * |                        |                                    |                        |                         |            |               |                 |                          |                          |
| 2011 * |                        |                                    |                        |                         |            |               |                 |                          |                          |
| 2012 * |                        |                                    |                        |                         |            |               |                 |                          |                          |
| 2013 * | 42,3                   | 17,6                               | 25,3                   | 5,6                     | 1,3        | 7,1           | 0,9             |                          |                          |
| 2014 * |                        |                                    |                        |                         |            |               |                 |                          |                          |
| 2015 * | 35,3                   | 20,0                               | 34,1                   | 4,5                     | 0,3        | 5,0           | 0,9             |                          |                          |
| 2016 * |                        |                                    |                        |                         |            |               |                 |                          |                          |
| 2017 * | 37,6                   | 21,0                               | 31,0                   | 4,1                     | 1,0        | 4,7           | 0,7             |                          |                          |
| 2018 * |                        |                                    |                        |                         |            |               |                 |                          |                          |
| 2019 * | 37,6                   | 19,9                               | 27,4                   | 8,0                     | 0,3        | 7,7           | 2,4             |                          |                          |
| 2020 * |                        |                                    |                        |                         |            |               |                 |                          |                          |
| 2021 * | 35,3                   | 21,2                               | 25,5                   | 8,1                     | 0,8        | 7,0           | 2,2             |                          |                          |
|        |                        |                                    |                        |                         |            |               |                 |                          |                          |

(*) ICPS, https://www.icps.cat/recerca/sondeigs-i-dades/sondeigs/sondeigs-d-opinio-catalunya

A partir del 2011, en les enquestes d'alguns anys es pregunta directa "Si demà es fes un referèndum per decidir la independència de Catalunya, vostè què faria?"
| Data   | A favor (%) | En contra (%) | Abstenció/ No anar a votar (%) | En blanc (%) | No sap (%) | No contesta (%) | Extrapolació vot decidit                                                      |
| Data   | A favor (%) | En contra (%) | Abstenció/ No anar a votar (%) | En blanc (%) | No sap (%) | No contesta (%) | (no aplica, perquè la pregunta és sobre vots, i pels valors de la columna 3ª) |
| ------ | ----------- | ------------- | ------------------------------ | ------------ | ---------- | --------------- | ----------------------------------------------------------------------------- |
| 2011   | 41,4        | 22,9          | 25,5                           | 1,0          | 8,3        | 0,9             | (no aplica, perquè la pregunta és sobre vots, i pels valors de la columna 3ª) |
| 2012   | 46,5        | 28,8          | 16,3                           | 1,7          | 6,3        | 0,6             | (no aplica, perquè la pregunta és sobre vots, i pels valors de la columna 3ª) |
| 2013   | 46,6        | 25,4          | 22,1                           | 0,8          | 4,3        | 0,8             | (no aplica, perquè la pregunta és sobre vots, i pels valors de la columna 3ª) |
| 2014 * |             |               |                                |              |            |                 |                                                                               |
| 2015 * |             |               |                                |              |            |                 |                                                                               |
| 2017 * | 44,4        | 36,8          | 12,8                           | 1 + 0,2      | 2,8        | 1,3             |                                                                               |
| 2019*  | 42,5        | 31,3          | 18,8                           | 0,8+0,2      | 4,8        | 1,8             |                                                                               |
| 2021** |             |               |                                |              |            |                 |                                                                               |

(*) ICPS, https://www.icps.cat/recerca/sondeigs-i-dades/sondeigs/sondeigs-d-opinio-catalunya

## Centre d'Estudis d'Opinió
El Centre d'Estudis d'Opinió realitza habitualment de forma trimestral estudis (enquestes) sobre l'opinió política dels ciutadans. Els publica com a 'Baròmetre d'opinió pública'. Y els resultats respecte de l'independentisme català són els següents: 
A la pregunta "Creu que Catalunya hauria de ser ...", s'ofereixen les següents 4 respostes
| Data Baròmetre | Estat independent (%) | Estat federal (%) | Comunitat autònoma (%) | Regió (%) | No ho sap (%) | No contesta (%) |
| -------------- | --------------------- | ----------------- | ---------------------- | --------- | ------------- | --------------- |
| Jun 2005       | 13,6                  | 31,3              | 40,8                   | 7,0       | 6,2           | 1,1             |
| Nov 2005       | 12,9                  | 35,8              | 37,6                   | 5,6       | 6,9           | 1,2             |
| Mar 2006       | 13,9                  | 33,4              | 38,2                   | 8,1       | 5,1           | 1,2             |
| Jul 2006       | 14,9                  | 34,1              | 37,3                   | 6,9       | 6,1           | 0,7             |
| Oct 2006       | 14,0                  | 32,9              | 38,9                   | 8,3       | 5,1           | 0,8             |
| Nov 2006       | 15,9                  | 32,8              | 40,0                   | 6,8       | 3,7           | 0,8             |
| Mar 2007       | 14,5                  | 35,3              | 37,0                   | 6,1       | 4,9           | 2,2             |
| Jul 2007       | 16,9                  | 34,0              | 37,3                   | 5,5       | 5,4           | 1,0             |
| Oct 2007       | 18,5                  | 34,2              | 35,0                   | 4,7       | 6,0           | 1,5             |
| Des 2007       | 17,3                  | 33,8              | 37,8                   | 5,1       | 5,0           | 1,0             |
| Gen 2008       | 19,4                  | 36,4              | 34,8                   | 3,8       | 4,1           | 1,6             |
| Mai 2008       | 17,6                  | 33,4              | 38,9                   | 5,1       | 4,3           | 0,7             |
| Jul 2008       | 16,1                  | 34,7              | 37,0                   | 6,1       | 5,2           | 0,9             |
| Nov 2008       | 17,4                  | 31,8              | 38,3                   | 7,1       | 4,2           | 1,2             |
| Feb 2009       | 16,1                  | 35,2              | 38,6                   | 4,5       | 3,6           | 2,0             |
| Mai 2009       | 20,9                  | 35,0              | 34,9                   | 4,4       | 3,0           | 1,7             |
| Jul 2009       | 19,0                  | 32,2              | 36,8                   | 6,2       | 4,2           | 1,6             |
| Des 2009       | 21,6                  | 29,9              | 36,9                   | 5,9       | 4,1           | 1,6             |
| Feb 2010       | 19,4                  | 29,5              | 38,2                   | 6,9       | 4,4           | 1,6             |
| 2a 2010        | 21,5                  | 31,2              | 35,2                   | 7,3       | 4,0           | 1,7             |
| 3a 2010        | 24,3                  | 31,0              | 33,3                   | 5,4       | 4,9           | 1,0             |
| 4a 2010        | 25,2                  | 30,9              | 34,7                   | 5,9       | 2,7           | 0,7             |
| 1a 2011        | 24,5                  | 31,9              | 33,2                   | 5,6       | 3,5           | 1,3             |
| 2a 2011        | 25,0                  | 33,0              | 31,8                   | 5,6       | 3,4           | 0,7             |
| 3a 2011        | 28,2                  | 30,4              | 30,3                   | 5,7       | 3,9           | 1,5             |
| 1a 2012        | 29,0                  | 30,8              | 27,8                   | 5,2       | 5,4           | 1,8             |
| 2a 2012        | 34,0                  | 28,7              | 25,4                   | 5,7       | 5,0           | 1,3             |
| 3a 2012        | 44,3                  | 25,5              | 19,1                   | 4,0       | 4,9           | 2,2             |
| 1a 2013        | 46,4                  | 22,4              | 20,7                   | 4,4       | 4,9           | 1,2             |
| 2a 2013        | 47,0                  | 21,2              | 22,8                   | 4,6       | 3,5           | 0,9             |
| 3a 2013        | 48,5                  | 21,3              | 18,6                   | 5,4       | 4,0           | 2,2             |
| 1a 2014        | 45,2                  | 20,0              | 23,3                   | 2,6       | 6,9           | 2,0             |
| 2a 2014        | 45,3                  | 22,2              | 23,4                   | 1,8       | 6,5           | 0,9             |
| 1a 2015        | 39,1                  | 26,1              | 24,0                   | 3,4       | 5,3           | 2,0             |
| 2a 2015        | 37,6                  | 24,0              | 29,3                   | 4,0       | 3,9           | 1,1             |
| 3a 2015        | 41,1                  | 22,2              | 27,4                   | 3,7       | 4,2           | 1,4             |
| 1a 2016        | 38,5                  | 26,3              | 25,1                   | 4,1       | 4,5           | 1,5             |
| 2a 2016        | 41,6                  | 20,9              | 26,5                   | 4,0       | 5,6           | 1,3             |
| 3a 2016        | 38,9                  | 23,2              | 24,1                   | 5,7       | 6,3           | 1,8             |
| 1a 2017        | 37,3                  | 21.7              | 28,5                   | 7,0       | 3,8           | 1,6             |
| 2a 2017        | 34,7                  | 21,7              | 30,5                   | 5,3       | 6,1           | 1,7             |
| 3a 2017        | 40,2                  | 21,9              | 27,4                   | 4,6       | 4,7           | 1,2             |
| 2ª 2018 *      | 38,8                  | 22,4              | 25,5                   | 7,8       | 4,4           | 1,1             |
| 2ª 2019 *      | 34,5                  | 24,5              | 27,0                   | 7,8       | 4,6           | 1,6             |
| 2ª 2020 *      | 33,9                  | 22,9              | 29,6                   | 6,8       | 5,2           | 1,7             |
| 2ª 2021 *      | 34,2                  | 25,6              | 28,1                   | 5,7       | 3,8           | 2,7             |
| 1ª 2025 *      | 28                    | 22                | 36                     | 8         | 6             | 6               |
| 2ª 2025        | 32                    | 22                | 32                     | 7         | 7             | 7               |
| Data           | Estat independent (%) | Estat federal (%) | Comunitat autònoma (%) | Regió (%) | No ho sap (%) | No contesta (%) |

(*): Centre d'Estudis d'Opinio (CEO) - Baròmetre : https://ceo.gencat.cat/es/barometre/

Gràfica 2014 - 2021
Gràfica 2006 - 2014 
A partir de la segona onada de 2011, l'estudi del CEO feu una qüestió més concreta: I més concretament, si demà es fes un referèndum per decidir la independència de Catalunya, vostè què faria?
| Data InformeCEO * | A favor (%) | En contra (%) | No aniria a votar/ m'abstindria, (%) | Altres respostes (%) | No ho sap (%) | No contesta (%) | Extrapolació vot decidit                                                    | Extrapolació vot decidit                                                    |
| Data InformeCEO * | A favor (%) | En contra (%) | No aniria a votar/ m'abstindria, (%) | Altres respostes (%) | No ho sap (%) | No contesta (%) | SÍ                                                                          | NO                                                                          |
| ----------------- | ----------- | ------------- | ------------------------------------ | -------------------- | ------------- | --------------- | --------------------------------------------------------------------------- | --------------------------------------------------------------------------- |
| 2a onada 2011     | 42,9        | 28,2          | 23,3                                 | 0,5                  | 4,4           | 0,8             | No aplica, perquè la pregunta és sobre vots, i pels valors de la columna 3ª | No aplica, perquè la pregunta és sobre vots, i pels valors de la columna 3ª |
| 3a onada 2011     | 45,4        | 24,7          | 23,8                                 | 0,6                  | 4,6           | 1,0             | No aplica, perquè la pregunta és sobre vots, i pels valors de la columna 3ª | No aplica, perquè la pregunta és sobre vots, i pels valors de la columna 3ª |
| 1a onada 2012     | 44,6        | 24,7          | 24,2                                 | 1,0                  | 4,6           | 0,9             | No aplica, perquè la pregunta és sobre vots, i pels valors de la columna 3ª | No aplica, perquè la pregunta és sobre vots, i pels valors de la columna 3ª |
| 2a onada 2012     | 51,1        | 21,1          | 21,1                                 | 1,0                  | 4,7           | 1,1             | No aplica, perquè la pregunta és sobre vots, i pels valors de la columna 3ª | No aplica, perquè la pregunta és sobre vots, i pels valors de la columna 3ª |
| 3a onada 2012     | 57,0        | 20,5          | 14,3                                 | 0,6                  | 6,2           | 1,5             | No aplica, perquè la pregunta és sobre vots, i pels valors de la columna 3ª | No aplica, perquè la pregunta és sobre vots, i pels valors de la columna 3ª |
| 1a onada 2013     | 54,7        | 20,7          | 17,0                                 | 1,1                  | 5,4           | 1,0             | No aplica, perquè la pregunta és sobre vots, i pels valors de la columna 3ª | No aplica, perquè la pregunta és sobre vots, i pels valors de la columna 3ª |
| 2a onada 2013     | 55,6        | 23,4          | 15,3                                 | 0,6                  | 3,8           | 1,3             | No aplica, perquè la pregunta és sobre vots, i pels valors de la columna 3ª | No aplica, perquè la pregunta és sobre vots, i pels valors de la columna 3ª |
| 3a onada 2013     | 54,7        | 22,1          | 15,7                                 | 1,3                  | 4,9           | 1,1             | No aplica, perquè la pregunta és sobre vots, i pels valors de la columna 3ª | No aplica, perquè la pregunta és sobre vots, i pels valors de la columna 3ª |

(*) Centre d'Estudis d'Opinio (CEO) - Baròmetre : https://ceo.gencat.cat/es/barometre/
A partir de l'estudi del CEO fet públic el 17 de març de 2014 i realitzat entre el 4 i el 17 de desembre de 2013 es feu la següent qüestió: «Vostè està totalment a favor, més aviat a favor, més aviat en contra o totalment en contra que Catalunya sigui un nou estat d'Europa en els propers anys».
| Data         | Totalment a favor (%) | Més aviat a favor (%) | Més aviat en contra (%) | Totalment en contra (%) | No ho sap (%) | No contesta (%) |
| ------------ | --------------------- | --------------------- | ----------------------- | ----------------------- | ------------- | --------------- |
| Març de 2014 | 40,2                  | 19,5                  | 10,8                    | 18,9                    | 6,8           | 3,9             |

El mes de setembre del 2014 el CEO demanava a la ciutadania si volia votar sobre la Independència de Catalunya.
| Data | Vol votar (%) | No vol votar (%) | No sep no respon (%) |
| ---- | ------------- | ---------------- | -------------------- |
| 2014 | 73,6          | 22               | 4,4                  |

En la mateixa onada del mes de setembre del 2014 el CEO demanava si la ciutadania acceptaria el resultat que sortís del referèndum sobre la independència de Catalunya.
| Data | Accepta el resultat (%) | No accepta el resultat (%) | No sap no respon (%) |
| ---- | ----------------------- | -------------------------- | -------------------- |
| 2014 | 87,6                    | 9,1                        | 3,3                  |

## Universitat Oberta de Catalunya
L'Institut DYM ha fet alguna enquesta telefònica per a recercadors de la Universitat Oberta de Catalunya sobre usos llinguitics :
| Any         | D'acord (%) | En desacord (%) | Abstenció (%) | No ho sap (%) | No contesta (%) | Extrapolació vot decidit | Extrapolació vot decidit |
| Any         | D'acord (%) | En desacord (%) | Abstenció (%) | No ho sap (%) | No contesta (%) | SÍ                       | NO                       |
| ----------- | ----------- | --------------- | ------------- | ------------- | --------------- | ------------------------ | ------------------------ |
| Febrer 2008 | 36,5        | 22,1            | 27,1          | 11,7          | -               | 62,3                     | 37,7                     |
| 2009        | 50,3        | 17,8            | 24,6          | 5,8           | 1,4             | 73,9                     | 26,1                     |

## Associació de Municipis per la Independència
L'Associació de Municipis per la Independència va presentar el 29 d'octubre de 2013 els resultats d'una enquesta demanada a 3.033 persones feta entre el 16 i el 27 de setembre. A la qüestió «I en cas que finalment hi participés, vostè que faria?» les respostes van ser:
| Mes           | Votaria a favor (%) | Votaria en contra (%) | NS/NC (%) | S'abstindria (%) | Indiferent (%) | Extrapolació vot decidit | Extrapolació vot decidit |
| Mes           | Votaria a favor (%) | Votaria en contra (%) | NS/NC (%) | S'abstindria (%) | Indiferent (%) | SÍ                       | NO                       |
| ------------- | ------------------- | --------------------- | --------- | ---------------- | -------------- | ------------------------ | ------------------------ |
| Setembre 2013 | 58,5                | 19,3                  | 11,5      | 10,1             | 0,6            | 75,2                     | 24,8                     |

## Mitjans de comunicació
Ara
| Data          | Sí (%) | No (%) | No votaria (%) | Indiferent (%) | Ns/Nc (%) | Extrapolació vot decidit | Extrapolació vot decidit |
| Data          | Sí (%) | No (%) | No votaria (%) | Indiferent (%) | Ns/Nc (%) | SÍ                       | NO                       |
| ------------- | ------ | ------ | -------------- | -------------- | --------- | ------------------------ | ------------------------ |
| Novembre 2010 | 38,5   | 42,8   | 7,2            | 2,8            | 8,8       | 47,4                     | 52,6                     |
| Setembre 2011 | 42,0   | 37,7   | 7,7            | 1,8            | 10,7      | 52,7                     | 47,3                     |
| Juliol 2012   | 50,4   | 23,8   | 21,0           | 21,0           | 4,7       | 67,9                     | 32,1                     |
| Novembre 2012 | 51,9   | 28,3   |                |                |           | 64,7                     | 35,3                     |

El Periódico de Catalunya
Sovint, El Periódico de Catalunya fa enquestes sobre la posició respecte a un referèndum de la independència de Catalunya.
| Mes           | Sí (%) | No (%) | En blanc (%) | No votaria (%) | NS/NC (%) | Extrapolació vot decidit | Extrapolació vot decidit |
| Mes           | Sí (%) | No (%) | En blanc (%) | No votaria (%) | NS/NC (%) | SÍ                       | NO                       |
| ------------- | ------ | ------ | ------------ | -------------- | --------- | ------------------------ | ------------------------ |
| Abril 2007    | 44,9   | 40,0   | -            | -              | -         | 52,9                     | 47,1                     |
| Octubre 2007  | 33,9   | 43,9   | 9,8          | 9,8            | 12,5      | 43,6                     | 56,4                     |
| Desembre 2009 | 39,0   | 40,6   | 2,0          | 7,0            | 11,4      | 49,0                     | 51,0                     |
| Juny 2010     | 48,1   | 35,3   | 2,6          | 6,1            | 7,9       | 57,7                     | 42,3                     |
| Gener 2012    | 53,6   | 32,0   | -            | -              | -         | 62,6                     | 37,4                     |
| Setembre 2012 | 49,5   | 48,0   | 2,5          | -              | -         | 50,8                     | 49,2                     |
| Octubre 2012  | 57     | ?      | -            | -              | -         | ¿                        | ?                        |
| Gener 2013    | 56,9   | 35     | -            | -              | 8,2       | 61,9                     | 38,1                     |
| Maig 2013     | 57,8   | 36     | -            | -              | 6,2       | 61,6                     | 38,4                     |

Amb la qüestió proposada per CiU, ERC, ICV-EUiA i CUP el 12 de desembre de 2013, les respostes van ser:
La Vanguardia
Per la seva banda, La Vanguardia també en fa.
| Data     | Sí (%) | No (%) | En blanc (%) | No votaria (%) | NS/NC (%) | Extrapolació vot decidit | Extrapolació vot decidit |
| Data     | Sí (%) | No (%) | En blanc (%) | No votaria (%) | NS/NC (%) | SÍ                       | NO                       |
| -------- | ------ | ------ | ------------ | -------------- | --------- | ------------------------ | ------------------------ |
| 02/11/09 | 35     | 46     | 19           | 19             | 19        | 43,2                     | 56,8                     |
| 15/03/10 | 36     | 44     | 20           | 20             | 20        | 45,0                     | 55,0                     |
| 19/05/10 | 37     | 41     | 22           | 22             | 22        | 47,4                     | 52,6                     |
| 17/07/10 | 47     | 36     | 3            | 7              | 5         | 56,6                     | 43,4                     |
| 07/09/10 | 40     | 45     | 3            | 7              | 5         | 47,1                     | 52,9                     |
| 29/09/12 | 54,8   | 33,5   | -            | -              | 10,16     | 62,1                     | 37,9                     |
| 28/10/12 | 52,8   | 35     | -            | -              | -         | 60,1                     | 39,9                     |

Amb la qüestió proposada per CiU, ERC, ICV-EUiA i CUP el 12 de desembre de 2013, les respostes van ser:
| Data     | Vol que Catalunya esdevingui un Estat? | En cas afirmatiu, vol que aquest Estat sigui independent? | Global                                            | Extrapolació vot decidit | Extrapolació vot decidit |
| Data     | Vol que Catalunya esdevingui un Estat? | En cas afirmatiu, vol que aquest Estat sigui independent? | Global                                            | SÍ                       | NO                       |
| -------- | -------------------------------------- | --------------------------------------------------------- | ------------------------------------------------- | ------------------------ | ------------------------ |
| 21/12/13 | 56% Sí; 36,6% No; 7,4% NS/NC           | 80,1% Sí; 15% No; 4,9% NS/NC                              | 44,9% Sí/Sí; 36,6% No/No; 8,4% Sí/No; 10,1% NS/NC | 49,9                     | 50,1                     |

TV3
El programa Banda ampla realitzà una enquesta el 2 de març del 2010 referent a la qüestió: «Vostè voldria que Catalunya fos un país independent?».
Els resultats foren els següents:
|                             | Sí (%) | No (%) | NS (%) | NC (%) | Extrapolació vot decidit | Extrapolació vot decidit |
| SÍ                          | Sí (%) | No (%) | NS (%) | NC (%) | NO                       |                          |
| --------------------------- | ------ | ------ | ------ | ------ | ------------------------ | ------------------------ |
| Total                       | 39,3   | 47,8   | 11,0   | 1,8    | 45,1                     | 54,9                     |
| Segons el sexe              |        |        |        |        |                          |                          |
| Homes                       | 39,3   | 47,5   | 11,2   | 2,0    | 45,3                     | 54,7                     |
| Dones                       | 39,3   | 48,2   | 10,8   | 1,6    | 44,9                     | 55,1                     |
| Segons l'edat               |        |        |        |        |                          |                          |
| 26-29 anys                  | 39,7   | 46,8   | 11,9   | 1,6    | 45,9                     | 54,1                     |
| 30-44 anys                  | 34,2   | 54,0   | 9,6    | 2,1    | 38,8                     | 61,2                     |
| 45-59 anys                  | 40,7   | 46,8   | 11,1   | 0,0    | 46,5                     | 53,5                     |
| +60 anys                    | 44,1   | 41,4   | 11,8   | 2,6    | 51,6                     | 48,4                     |
| Segons la nacionalitat      |        |        |        |        |                          |                          |
| Espanyola                   | 38,9   | 49,1   | 10,6   | 1,4    | 44,2                     | 55,8                     |
| Estrangera                  | 41,6   | 40,4   | 13,5   | 4,5    | 50,7                     | 49,3                     |
| Segons el lloc de naixement |        |        |        |        |                          |                          |
| Catalunya                   | 47,0   | 41,6   | 9,4    | 2,0    | 53,0                     | 47,0                     |
| Resta de l'Estat            | 18,7   | 67,9   | 13,4   | 0,0    | 21,6                     | 78,4                     |
| Resta del món               | 40,0   | 43,5   | 13     | 3,5    | 47,9                     | 52,1                     |
| Segons el nivell d'estudis  |        |        |        |        |                          |                          |
| Baix                        | 43,0   | 42,1   | 14,0   | 0,0    | 50,5                     | 49,5                     |
| Mitjà                       | 38,0   | 50,4   | 9,4    | 2,1    | 43,0                     | 57,0                     |
| Alt                         | 34,1   | 54,3   | 8,5    | 3,1    | 38,6                     | 61,4                     |
| Segons la situació laboral  |        |        |        |        |                          |                          |
| Treballa                    | 40,1   | 46,9   | 10,9   | 2,0    | 46,1                     | 53,9                     |
| Aturat                      | 27,1   | 66,7   | 4,2    | 2,1    | 28,9                     | 71,1                     |
| Jubital o pensionista       | 42,4   | 40,9   | 13,6   | 3,0    | 50,9                     | 49,1                     |
| Feines de la llar           | 39,3   | 54,1   | 6,6    | 0,0    | 42,1                     | 57,9                     |
| Estudiant                   | 37,5   | 46,9   | 15,6   | 0,0    | 44,4                     | 55,6                     |

RAC 1
| Data                    | Segurament hi votaria a favor (%) | Segurament hi votaria en contra (%) | Encara no ho sap (%) | En blanc (%) | Extrapolació vot decidit | Extrapolació vot decidit |
| Data                    | Segurament hi votaria a favor (%) | Segurament hi votaria en contra (%) | Encara no ho sap (%) | En blanc (%) | SÍ                       | NO                       |
| ----------------------- | --------------------------------- | ----------------------------------- | -------------------- | ------------ | ------------------------ | ------------------------ |
| 28 de setembre del 2010 | 48,8                              | 41,4                                | 9,7                  | -            | 54,1                     | 45,9                     |
| 24 d'octubre del 2012   | 53                                | 39,4                                | 5,9                  | 1,7          | 57,4                     | 42,6                     |

8TV
El programa informatiu de 8TV, 8 aldia, va encarregar al GESOP el mes de novembre del 2014 l'elaboració d'un estudi d'opinió que respongués a aquesta qüestió: Vol que Catalunya sigui un estat independent? Les respostes van ser les següents:
| Data | Sí (%) | No (%) | Indecís (%) | Extrapolació vot decidit | Extrapolació vot decidit |
| Data | Sí (%) | No (%) | Indecís (%) | SÍ                       | NO                       |
| ---- | ------ | ------ | ----------- | ------------------------ | ------------------------ |
| 2014 | 46,2   | 38     | 15,8        | 54,9                     | 45,1                     |

L'estudi subratlla que el nombre d'independentistes ha augmentat, de la mateixa manera que els unionistes, fent caure el nombre d'indecisos. Les dones semblen ser menys favorables a la independència i els joves els que més. L'àrea metropolitana de Barcelona seria la zona que presenta més gent a favor de la independència.
Al mes de febrer del 2015 el programa 8 al dia de 8TV tornava a presentar una enquesta on es demanava si en una hipotètica victòria el 27 de setembre del 2015 de l'independentisme al Parlament català, quina hauria de ser llavors la via a triar pel Parlament?
| Data | DUI*  | Referèndum** | Indecís |
| ---- | ----- | ------------ | ------- |
| 2015 | 20,7% | 50,3%        | 29%     |

*DUI=Declaració Unilateral d'Independència
**Referèndum per ratificar el resultat obtingut al Parlament
L'enquesta també va fer-se desglossadament, partit per partit. Els votants de la CUP i d'ERC estan dividits entre la DUI (un 45 a 46%) i el Referèndum (49 a 50%). Entre els votants de CiU la majoria prefereix un referèndum (53,9%) com de fet els votants del PSC, Podem, ICV i C's. Tanmateix, entre els votants del PP i de C's l'opció "cap de les dues coses" és amb gran diferència el més triat. Dels unionistes, però, cal destacar que el PSC, ICV i Podem aposten clarament pel referèndum, tot i les declaracions contradictòries de partits com ara el PSC.
Avui
El 2009 el diari Punt Avui demanava: "en un referèndum democràtic per decidir la independència de Catalunya, vostè que votaria?"
| Data | Sí (%) | No (%) | Indecís (%) | Extrapolació vot decidit | Extrapolació vot decidit |
| Data | Sí (%) | No (%) | Indecís (%) | SÍ                       | NO                       |
| ---- | ------ | ------ | ----------- | ------------------------ | ------------------------ |
| 2009 | 50,3   | 17,8%  | 30%         | 73,9                     | 26,1                     |

Antena 3
El canal generalista espanyol Antena 3 també va dur a terme el març del 2010 un baròmetre sobre l'opinió política dels catalans, en una qüestió es demanava com volien que fos Catalunya.
| Data                | Estat independent (%) | Comunitat autònoma (%) | Altres opcions (%) | NS/NC (%) |
| ------------------- | --------------------- | ---------------------- | ------------------ | --------- |
| 27 de març del 2010 | 28,3                  | 59,0                   | 4,9                | 7,8       |

SER
| Data     | Sí (%) | No (%) | No ho sap (%) | No contesta (%) | S'abstindria (%) | Extrapolació vot decidit | Extrapolació vot decidit |
| Data     | Sí (%) | No (%) | No ho sap (%) | No contesta (%) | S'abstindria (%) | SÍ                       | NO                       |
| -------- | ------ | ------ | ------------- | --------------- | ---------------- | ------------------------ | ------------------------ |
| 22/10/03 | 30,0   | 61,2   | 8,1           | 0,7             | -                | 32,9                     | 67,1                     |
| 15/11/10 | 42,3   | 52,8   | 2,8           | 2,1             | -                | 44,5                     | 55,5                     |
| 11/09/13 | 52,3   | 24,1   | 13            | 2,9             | 7,7              | 68,5                     | 31,5                     |

Telecinco
Les dues primeres són enquestes encarregades al GESOP pel programa El gran debate de Telecinco, emesos el 15 de setembre i 3 de novembre de 2012. L'última fou presentada al programa Abre los ojos... y mira el 14 de setembre de 2013:
| Data          | Sí (%) | No (%) | En blanc (%) | No votaria (%) | NS/NC (%) | Extrapolació vot decidit | Extrapolació vot decidit |
| Data          | Sí (%) | No (%) | En blanc (%) | No votaria (%) | NS/NC (%) | SÍ                       | NO                       |
| ------------- | ------ | ------ | ------------ | -------------- | --------- | ------------------------ | ------------------------ |
| Setembre 2012 | 50,9   | 18,6   | 9,5          | 11,9           | 9,1       | 73,2                     | 26,8                     |
| Novembre 2012 | 50,9   | 36,9   | -            | -              | 12        | 58,0                     | 42,0                     |
| Setembre 2013 | 47,7   | 33,9   | -            | -              | 18,4      | 58,5                     | 41,5                     |

El País
Segons una enquesta de Metroscopia per a El País realitzada el 4 i 5 de setembre de 2013:
| Data          | A favor (%) | En contra (%) | En blanc (%) | No votaria (%) | No ho sap (%) | Extrapolació vot decidit | Extrapolació vot decidit |
| Data          | A favor (%) | En contra (%) | En blanc (%) | No votaria (%) | No ho sap (%) | SÍ                       | NO                       |
| ------------- | ----------- | ------------- | ------------ | -------------- | ------------- | ------------------------ | ------------------------ |
| Setembre 2013 | 49          | 36            | 2            | 2              | 11            | 57,6                     | 42,4                     |

Le Figaro (França)
El diari francès dretà Le Figaro va demanar als seus seguidors de la versió en línia si estaven o no a favor que Catalunya fos un estat independent. La majoria va respondre amb un sí, tot i que el resultat final fos força igualat, atès que el no va perdre per una dècima.
| Data          | A favor (%) | En contra (%) |
| ------------- | ----------- | ------------- |
| Novembre 2014 | 51          | 49            |

El Mundo
El diari El Mundo publicà el resultats d'una enquesta duta a terme per Sigma Dos amb la qüestió proposada per CiU, ERC, ICV-EUiA i CUP:
|               | Vol que Catalunya esdevingui un Estat? | Vol que Catalunya esdevingui un Estat? | Vol que Catalunya esdevingui un Estat? | Vol que Catalunya esdevingui un Estat? | En cas afirmatiu, vol que aquest Estat sigui independent? | En cas afirmatiu, vol que aquest Estat sigui independent? | En cas afirmatiu, vol que aquest Estat sigui independent? | En cas afirmatiu, vol que aquest Estat sigui independent? | Global    | Global    | Global    | Extrapolació vot decidit | Extrapolació vot decidit |
| Data          | A favor (%)                            | En contra (%)                          | Abstenció (%)                          | Ns/Nc (%)                              | A favor (%)                                               | En contra (%)                                             | Abstenció (%)                                             | Ns/Nc (%)                                                 | Sí/Sí (%) | Sí/No (%) | No/No (%) | SÍ                       | NO                       |
| Setembre 2014 | 41,3                                   | 39,5                                   | 9,9                                    | 9,3                                    | 83,8                                                      | 10,9                                                      | -                                                         | 5,6                                                       | 34,9      | 4,5       | 39,5      | 44,2                     | 55,8                     |

El Español
L'empresa Sociométrica també ha fet enquestes per al diari El Español.
| Mes           | Sí (%) | No (%) | NC (%) | Extrapolació vot decidit | Extrapolació vot decidit |
| Mes           | Sí (%) | No (%) | NC (%) | Sí (%)                   | No (%)                   |
| ------------- | ------ | ------ | ------ | ------------------------ | ------------------------ |
| Setembre 2017 | 50,1   | 45,7   | 4,2    | 52,3                     | 47,7                     |
| Setembre 2018 | 51,1   | 45,0   | 3,9    | 53,2                     | 46,8                     |

El Nacional
L'activista Julian Assange, fundador de WikiLeaks, va publicar una enquesta al seu compte de Twitter demanant als seus seguidors quina era la seva opinió sobre el referèndum programat pel Govern de la Generalitat de Catalunya,. No dona dades sobre el número de seguidors de Twiter que han contestat.
- Resultats de l'enquesta el Dijous, 14 de setembre de 2017.[85]Donarien suport a: 
  - A la independència: 52%
  - A quedar-se a Espanya: 13%
  - Sense posició: 25%
  - No permetrien la votació: 10%
- Resultats de l'enquesta el Dijous, 14 de setembre de 2017:[86]Donarien suport a: 
  - A la independència: 74%
  - Quedar-se a Espanya: 7%
  - Sense posició: 13%
  - No permetre la votació: 6%